# Тинео (растение)
Тине́о (лат. Weinmánnia trichospérma) — вид двудольных цветковых растений, входящий в род Вейнманния (Weinmannia) семейства Кунониевые (Cunoniaceae).

## Ботаническое описание

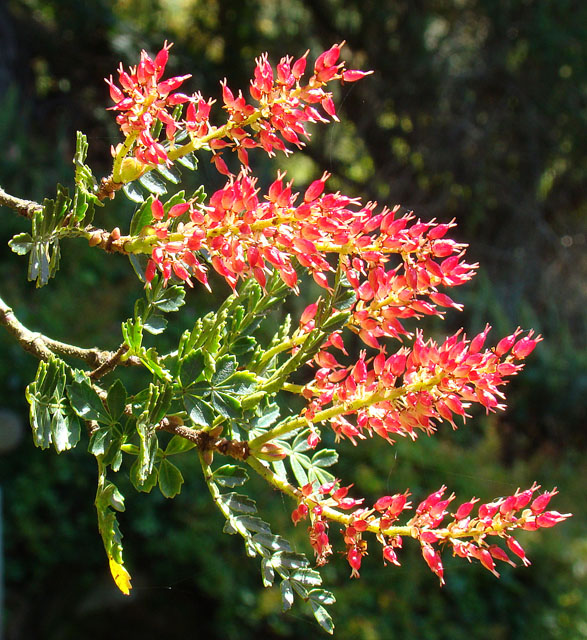
Плодоносящая вейнманния

Вечнозелёное медленнорастущее дерево (выращивается и как кустарник) до 20—30 м высотой с разреженной кроной. Кора серо-коричневая, морщинистая. Листья супротивно расположенные вдоль веточек, 6—9×2—4 см, с опадающими прилистниками. Листовая пластинка непарноперисто-рассечённая на 7—19 листочков, каждый из которых 1—2 см длиной, обратноланцетовидный. Верхняя поверхность пластиночек тёмно-зелёная, нижняя — более светлая, край зазубренный. Ось листа между листочками с треугольными крыловидными отростками в обе стороны.
Цветки собраны в цилиндрические кисти 4—8 см длиной. Венчик из 4—5 белых лепестков, чашечка из 4—5 зелёных долей, при плодоношении становящихся красно-коричневыми. Тычинки в числе 8—10.
Плод — двувершинная коробочка красно-коричневого цвета. Семена многочисленные, мелкие, волосистые.

## Ареал
Произрастает на высоте до 1000 м над уровнем моря на влажных участках по берегам рек, на болотах.
Дерево широко распространено на юге Чили и Аргентины: в Чили от Ультима-Эсперансы до Линареса, в Аргентине от Санта-Крус на юге до Рио-Негро и Неукена на севере.

## Значение
Широкое применение древесина тинео нашла в мебельном производстве под коммерческим названием Индийская яблоня. Крепкая древесина тинео используется также в строительстве, из неё изготовляются железнодорожные шпалы. 
Декоративное растение, ценимое за листья, напоминающие папоротниковые и густые белоцветковые кистевидные соцветия. Зимостойко в зоне 8 USDA, то есть выдерживает понижения температуры до −12 °C.

## Систематика

### Синонимы
- Weinmannia producta Moric., 1830
- Windmannia trichosperma (Cav.) Kuntze, 1891